# بالي بيتن
بالي بيتن (بالإنجليزية: Balie Peyton)‏ (6 نوفمبر 1803 - 18 أغسطس 1878) كان محام وسياسي أمريكي وكان يمثل منطقة الكونغرس السادسة في تينيسي في مجلس النواب الأمريكي.